# Anima e corpo (album)
Anima e corpo è il secondo lavoro degli ATPC, primo album discografico del duo dopo il mixtape Eureka (quando il gruppo ancora si chiamava Alta tensione) ed è considerato un prodotto molto più maturo. Tra i lavori del duo è quello che ha avuto maggior successo nella scena hip hop italiana.
Il disco è uscito nel 1998, ed è composto da 16 tracce per gran parte prodotte da Rula degli ATPC con lavori di Fabio B, Fish e DJ Zeta, sulle strumentali si alternano il duo piemontese assieme a Yoshi Torenaga, Lyricalz, Maury B, Gente Guasta e Left Side.
L'album vede inoltre la partecipazione vocale dell'allora esordiente Tiziano Ferro.

## Tracce
1. Non gioco più – 4:14
2. Dammi spazio – 3:58
3. Sulla mia pelle (feat. Tiziano Ferro) – 4:16
4. A.T.P.C. (feat. Tsu) – 3:53
5. Certe situazioni (feat. Yoshi Torenaga) – 4:25
6. Mi chiedo perché (feat. Maury B) – 4:25
7. Dimmi tu cos'è – 3:19
8. Se vuoi testare (clandestina) (3:10)
9. Senza confine – 4:50
10. Minuto per minuto (feat. Lyricalz) – 4:40
11. In combutta (feat. Gente Guasta) – 4:49
12. Il mondo dei grandi – 4:15
13. Solo un'ora – 4:04
14. Overdose – 3:08
15. Tanto è inutile (feat. Left Side) – 4:38
16. Qui da noi – 3:13